# Billy Weber
William „Billy“ Weber (* in Los Angeles, Kalifornien) ist ein US-amerikanischer Filmeditor, der auch ein Projekt als Filmregisseur vorweisen kann.

## Leben
Weber arbeitete dreimal als Editor für den US-amerikanischen Filmemacher Terrence Malick. So schnitt er in den 70er-Jahren Badlands – Zerschossene Träume und In der Glut des Südens, der zu seinem ersten Projekt wurde, bei dem er eigenständig für den Filmschnitt verantwortlich war. Bei seinem letzten Schnitt für Der schmale Grat arbeitete er mit mehreren anderen Editoren an dem Film. Vier Schnittplätze wurden dabei verwendet (normalerweise sind es einer oder maximal zwei) um die Menge an gedrehten Rohmaterial auf 170 Minuten zu schneiden. Als Honorierung für diese Arbeit sprang 1999 eine Oscarnominierung für den besten Schnitt heraus. Mit The Tree of Life erscheint 2011 ein viertes gemeinsames Projekt.
Josh and S.A.M. von 1993 ist der erste und bisher einzige Film, bei dem Weber Regie führte.

## Filmografie (Auswahl)
- 1973: Badlands – Zerschossene Träume (Schnitt-Assistenz)
- 1976: Taxi Driver (Schnitt-Assistenz)
- 1978: In der Glut des Südens (Days of Heaven)
- 1982: Jekyll und Hyde – Die schärfste Verwandlung aller Zeiten (Jekyll and Hyde... Together Again)
- 1982: Nur 48 Stunden (48 Hrs.)
- 1984: Beverly Hills Cop – Ich lös’ den Fall auf jeden Fall (Beverly Hills Cop)
- 1984: Rückkehr aus einer anderen Welt (Iceman)
- 1985: Pee-Wee’s irre Abenteuer (Pee-wee's Big Adventure)
- 1986: Top Gun – Sie fürchten weder Tod noch Teufel (Top Gun)
- 1987: Ausgelöscht (Extreme Prejudice)
- 1987: Beverly Hills Cop II
- 1988: Midnight Run – Fünf Tage bis Mitternacht (Midnight Run)
- 1989: Die Killer-Brigade (The Package)
- 1990: Tage des Donners (Days of Thunder)
- 1991: Reine Glückssache (Pure Luck)
- 1993: Josh and S.A.M.
- 1995: Der dritte Frühling – Freunde, Feinde, Fisch & Frauen (Grumpier Old Men)
- 1997. Mord im Weißen Haus (Murder at 1600)
- 1998: Bulworth
- 1998: Der schmale Grat (The Thin Red Line)
- 2000: Miss Undercover (Miss Congeniality)
- 2002: Showtime
- 2003: Liebe mit Risiko – Gigli (Gigli)
- 2006: Der tierisch verrückte Bauernhof (Barnyard)
- 2006: Nacho Libre
- 2007: Rush Hour 3
- 2008: Der Love Guru (The Love Guru)
- 2011: The Tree of Life
- 2016: Jack Reacher: Kein Weg zurück (Jack Reacher: Never Go Back)
- 2016: Regeln spielen keine Rolle (Rules Don't Apply)

## Auszeichnungen
Oscar
- 1987: Bester Schnitt – Top Gun (nominiert)
- 1999: Bester Schnitt – Der schmale Grat (nominiert)